# Baintha Brakk

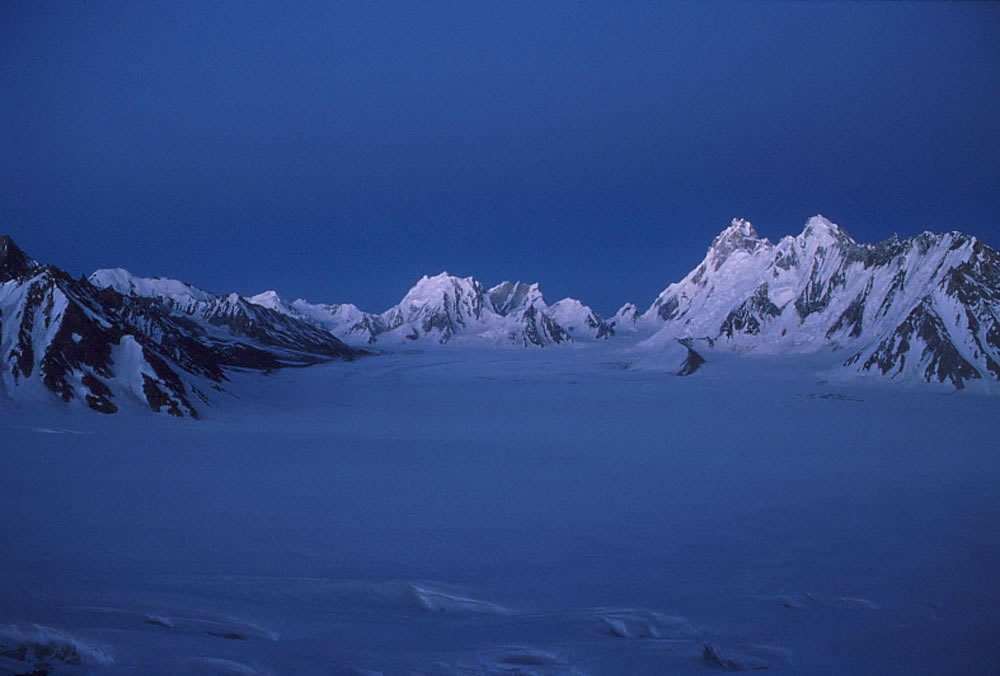
Biafo-glaciären med Baintha Brakk till höger.

Baintha Brakk, eller The Ogre, är ett berg i Gilgit-Baltistan i nordöstra Centralasien, Pakistan, som är 7 285 meter högt. Baintha Brakk är känt som en av de svåraste bergen i världen att klättra och finns med på listorna över berg där många klättrare omkommit.
Berget ingår i den del av Karakoram som kallas Panmah Muztagh, i en region som Indien gör anspråk på.
Baintha Brakk reser sig på norra sidan av den 67 kilometer långa Biafo-glaciären, 75 kilometer norr om Skardu, huvudstad i distriktet, och 30 kilometer norr om Askole. Berget är med omgivningar avrinningsområde till Indus och därigenom till Arabiska havet.

## Beskrivning
Baintha Brakk är ett komplext granittorn, som är brantare och har mindre växtlighet är flertalet andra toppar i Karakoram. De närmaste granntopparna vid Latok är dock av liknande karaktär. Södra väggen reser sig 3000 meter över Uzun Brakk-glaciären, med ett avstånd av bara två kilometer.

## Klättringshistorik
Berget är omskrivet som ett av de svåraste i världen att bestiga. Den första toppbestigningen genomfördes 1977 och det kom sedan att dröja hela 24 år till nästa, 2001.
Försök gjordes 1971 och 1976, men det var britterna Doug Scott och Chris Bonington som blev först upp på toppen, den 13 juli 1977. Övriga expeditionsmedlemmar i teamet var Mo Anthoine, Clive Rowland, Nick Estcourt och Tut Braithwaite. Estcourt, Anthoine och Rowland nådde den lägre västra toppen, medan Braithwaite skadade låret vid ett klippskred och blev tvungen att avbryta. Teamet klättrade från sydväst via Västryggen över den västra toppen och upp till huvudtoppen. Klättringen krävde avancerad klippklättring som gick utöver vad som tidigare gjorts på över 7000 meters höjd.
Nedfarten visade sig än mer farlig. Vid den första nedfirningen föll Scott och bröt båda benen. Längre ner skadade sig också Bonington och fick bland annat två brutna revben och punkterad lunga. Huvuddelen av den veckolånga nedfarten till baslägret fick dessutom ske i full storm.
Den andra toppbestigningen genomfördes av Urs Stöcker, Iwan Wolf och Thomas Huber den 21 juli 2001.
Under de 24 åren mellan den första bestigningen och den andra gjordes åtminstone 20 försök att nå toppen, som misslyckades, varav tio finns dokumenterade i Himalayan Index.
En tredje toppbestigning fullföljdes den 7 september 2012. Det var de amerikanska klättrarna Kyle Dempster och Hayden Kennedy som nådde toppen via en ny rutt på sydsidan. Den tredje klättraren i teamet, Josh Wharton, fick vända på 6800 meters höjd, på grund av höjdsjuka.